# Éric Babin
Pour les articles homonymes, voir Babin.
Éric Babin est un homme politique néo-calédonien, né le 18 octobre 1959 à Nouméa et mort le 11 janvier 2021 à Voh d’un accident de moto.

## Éleveur de la «Brousse»
Dès 1981, il s'installe comme éleveur dans la plaine de Témala, sur la commune de Voh en Province Nord, sur la côte ouest de la Grande Terre. Il s'implique ensuite dans les différentes associations du monde rural néo-calédonien : Chambre de l'agriculture, Unités de sélection et de production des races animales (UPRA), syndicat des éleveurs entre autres. 

## Carrière politique
Anti-indépendantiste, il est dans un premier temps membre du Rassemblement pour la Calédonie dans la République (RPCR) de Jacques Lafleur sous les couleurs duquel il est élu à l'Assemblée de la Province Nord et du Congrès de 1995 à 1999.
En 2004, il rejoint la coalition « anti Lafleur » formée autour d'Harold Martin, Marie-Noëlle Thémereau et Didier Leroux pour les élections provinciales du 9 mai 2004 sous le nom d'Avenir ensemble, et est choisi comme tête de liste de cette nouvelle formation dans la Province Nord. Sa liste arrive alors en 4e position, devancée par la liste Rassemblement-UMP (nouveau nom du RPCR) de France Debien, avec 8,5 % des suffrages, et il en est le seul élu à la fois à l'Assemblée de la Province Nord et au Congrès. Il sera ensuite membre de tous les gouvernements issus de cette mandature (2004-2009), toujours responsable des secteurs de l'Agriculture et de la Pêche, à quoi s'est ajouté dans le deuxième gouvernement Martin à partir d'août 2007 celui du Développement durable. Il est alors considéré comme le spécialiste du monde rural et de la « brousse » au sein de l'Avenir ensemble et du gouvernement calédonien.
Lors des élections municipales de 2008 il mène la liste de l'Avenir ensemble, baptisée « Horizons nouveaux », à Voh. Dans cette commune traditionnellement indépendantiste, il arrive en troisième position avec  15,14 % des suffrages exprimés et 3 sièges sur 19, derrière la liste UNI du maire sortant Guigui Dounehote (42,48 % et 8 sièges) et celle du Parti travailliste (19,78 % et 4 conseillers municipaux), mais devant celle du Rassemblement-UMP (12,9 % et 2 élus). Le 15 mars 2008, pour l'élection du maire, il présente comme candidat pour cette fonction un de ses suivantes de liste, Emmanuel Louisy-Gabriel, puis, au 3e tour de scrutin, il apporte son soutien ainsi que celui des élus de sa liste au candidat du Parti travailliste Alfred Téin mais, celui-ci et le maire sortant ayant obtenu le même nombre de voix, Guigui Dounehote fut finalement réélu au bénéfice de l'âge. Il siège donc désormais comme conseiller municipal d'opposition à Voh.
Ensuite, dans un contexte de scission au sein de l'Avenir ensemble entre les partisans d'Harold Martin et Didier Leroux (minoritaires parmi les élus du parti mais contrôlant les instances du mouvement ainsi qu'une légère majorité des militants) et ceux de Philippe Gomès, Éric Babin a décidé de rester fidèle au président du gouvernement et a ainsi officiellement été désigné tête de liste en Province Nord pour les élections du 10 mai 2009 lors du congrès du 21 juin 2008. Celui-ci, boycotté par Philippe Gomès, a également permis de désigner Didier Leroux comme le nouveau président de l'Avenir ensemble et Harold Martin comme tête de liste dans le Sud.
Après avoir envisagé une alliance avec la liste Rassemblement-UMP de Léontine Ponga, il décide finalement de partir seul. Sa formation n'obtient le jour du scrutin que 6,5 % des suffrages exprimés et moins de 5 % des inscrits (4,3 %), la barre minimale pour obtenir au mois un représentant à l'assemblée de province. Éric Babin ne conserve donc depuis lors qu'un seul mandat électif : celui de conseiller municipal de Voh.

## Décès
Éric Babin meurt dans un accident de la route le 11 janvier 2021 à l'âge de 61 ans, chutant de sa moto sur la route territoriale 1 à hauteur de Voh.